# كوشنق
كوشنق هي قرية في مقاطعة سراب، إيران. عدد سكان هذه القرية هو 56 في سنة 2006.